# Stazione di Aeroporto BER - Terminal 5 (Schönefeld)
La stazione di Aeroporto BER - Terminal 5 (Schönefeld) (in tedesco Flughafen BER - Terminal 5 (Schönefeld)) è la stazione ferroviaria che serve il terminal 5 dell'aeroporto di Berlino-Brandeburgo. È sita nel comune di Schönefeld.

## Storia
L'impianto viene attivato il 10 luglio 1951, circa 5 mesi dopo la costruzione del Berliner Außenring, un circuito ferroviario atto a raccordare le ferrovie del settore orientale, circonvallando Berlino Ovest. Motivo principale d'importanza era dovuto al fatto di essere la stazione dell'aeroporto di Berlino-Schönefeld.
Il fabbricato viaggiatori venne eretto dal 1982 al 1983 su progetto di Heinz Pfaff e dell'impresa Dopra Brno.
Fino al 19 ottobre 2020 la stazione era denominata «Berlin-Schönefeld Flughafen» (letteralmente: «Berlino-Schönefeld Aeroporto»); da tale data il vecchio aeroporto di Schönefeld divenne il terminal 5 del nuovo aeroporto di Berlino-Brandeburgo, e pertanto la stazione fu ribattezzata di conseguenza.

## Strutture e impianti
La stazione conta 10 binari di cui 8 serviti da marciapiede. I primi 2 binari servono la S-Bahn ed un lungo ponte coperto la collega all'aeroporto. Al lato opposto delle piste si trova un altro scalo, con due binari, al servizio delle esibizioni della I.L.A., una fiera aerospaziale tedesca che si tiene ogni due anni.

## Movimento
L'importanza della stazione, maggiore soprattutto durante l'epoca del "Muro", è andata scemando soprattutto con l'inaugurazione della nuova stazione centrale (2006), perdendo le corse degli ICE. L'inaugurazione della correlata direttrice nord-sud berlinese ha inoltre portato a deviare alcune corse provenienti dalle zone centro-meridionali, che prima avevano come unico percorso proprio quello che utilizzava parte dell'Außerring.
La maggior parte del traffico riguarda corse regionali nel Brandeburgo e dintorni. Fra i treni a lunga percorrenza rimasti vi è un NachtZug verso Monaco ed un EuroNight verso Vienna.

### Trasporto regionale e S-Bahn
La stazione è servita dalla linea RegioExpress RE 7, dalle linee regionali RB 14, RB 22 e RB 23 e dalle linee S 45 e S 9 della S-Bahn.

## Interscambi
La stazione  è servita da alcune linee di autobus.
A lungo termine è previsto un prolungamento della linea U7 della metropolitana dall'attuale capolinea di Rudow all'aeroporto di Berlino-Brandeburgo.

## Galleria d'immagini

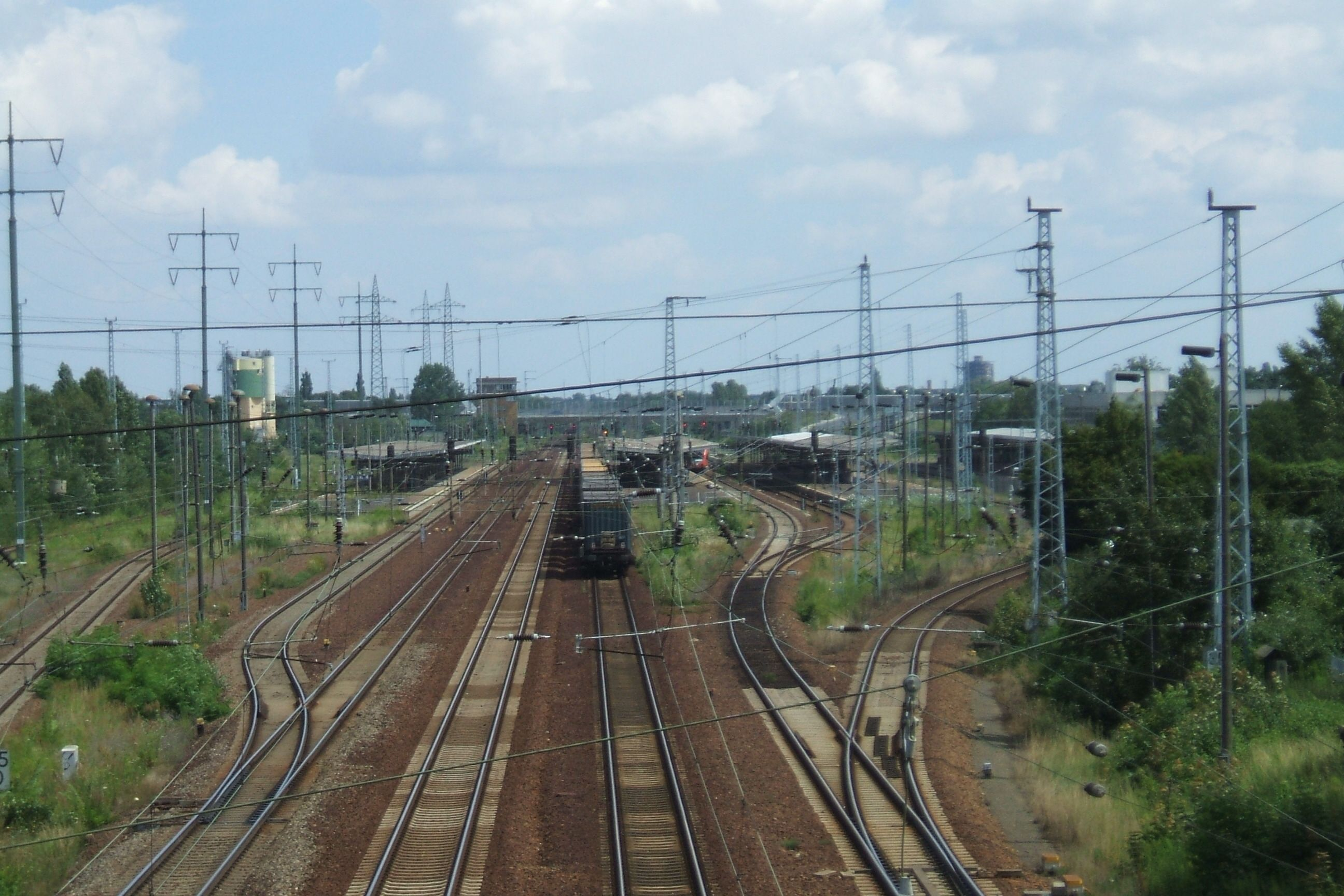
Visione generale
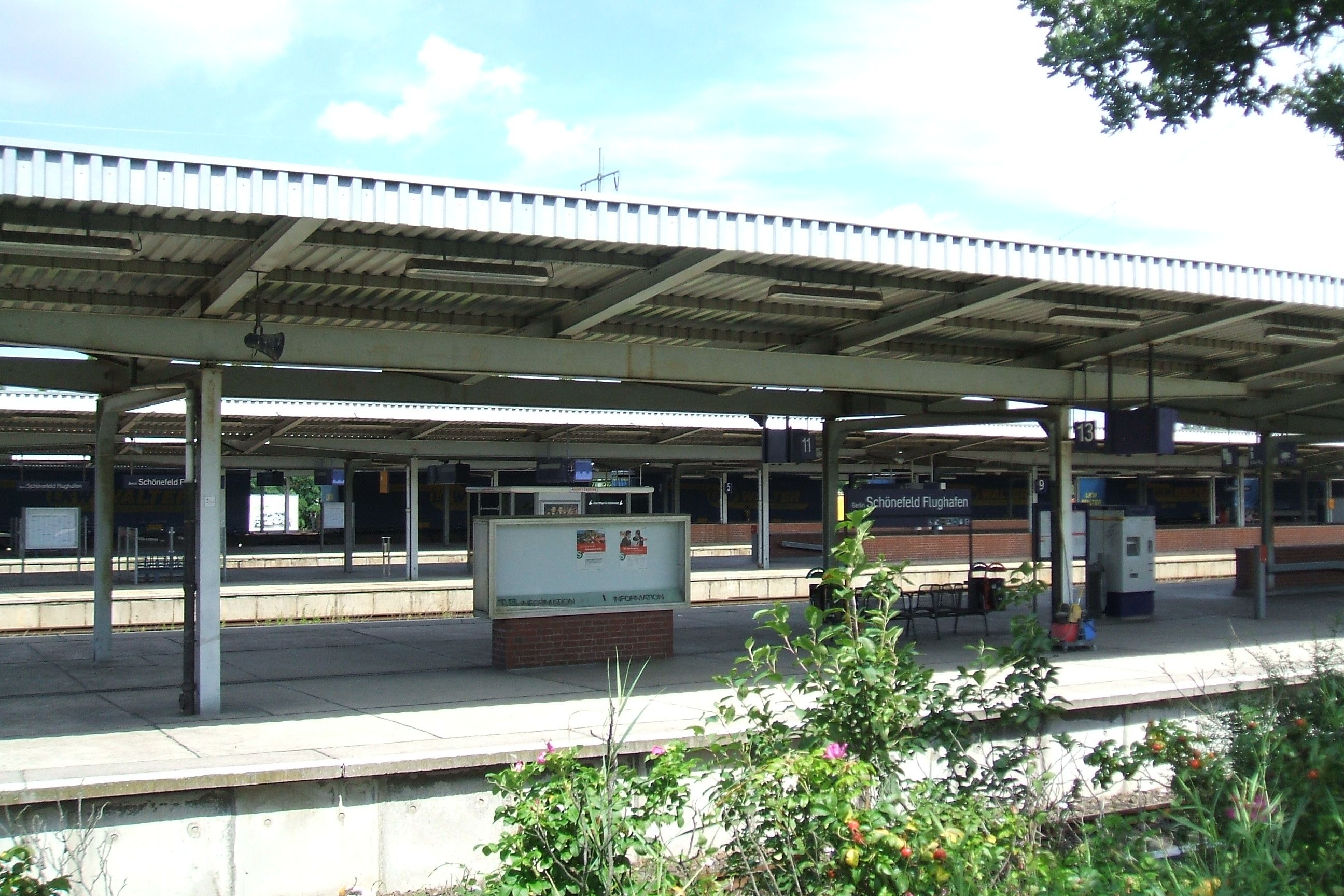
Interno della stazione
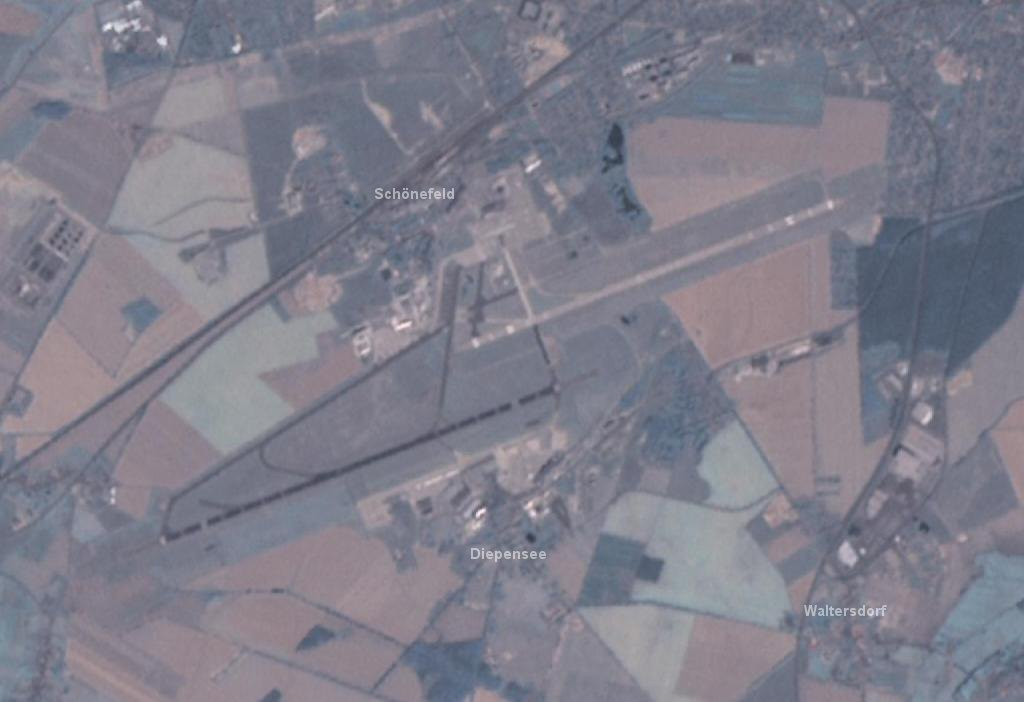
Foto satellitare dell'area aeroportuale e della stazione